# ドゥカティ・ディアベル
ディアベル（Diavel）は、2011年にドゥカティから発売されているクルーザータイプのオートバイである。シリーズ車種として数種類の仕様が発売されている。
ディアベルはエミリア・ロマーニャ語ボローニャ方言で「悪魔（イタリア語ではディアボロ）」という意味であり、公道においてライダーの本能的欲求を満たす夢のオートバイを創造することをコンセプトとしている。

## 概要
ドゥカティとしては初となるローロングスタイルの車体デザインであるが、既存のクルーザーとは異なる走りを重視したモデルとなっており、最新鋭の電子制御によりコントロールされ、エンジンはライダーのレベルに合わせて8段階に調節できる他、アーバン、ツーリング、スポーツの3通りのプリセットモードを搭載し、左側のスイッチギアを走行中に変更することが可能となっている。
なお日本仕様は平成22年度騒音規制適合のためエンジンの最高出力がフルパワーの162HPから112HPに抑えられ、マフラーは欧州仕様より10cm長くされたものが装備されている。

## モデル一覧
クロモ
ディアベル クロモ（Cromo）は、グロスブラックに仕上がっている他、メッキタンクがクロム仕上げとなっている。
カーボン
ディアベル カーボン（Carbon）は、カーボン製の外装を装備しており、車体の乾燥重量は通常仕様の210kgから3kg軽量化されている。
AMG
ディアベル AMGは、AMGとのパートナーシップにより実現したモデルで、カーボン仕様をベースとしてオリジナルホイールなど専用部品が装備されている。